# Dividing Lines
Dividing è il dodicesimo album in studio del gruppo musicale britannico Threshold, pubblicato nel 2022.

## Tracce

### Disco 1
1. Haunted – 5:06
2. Hall of Echoes – 6:17
3. The Domino Effect – 6:49
4. Silenced – 4:37
5. Stars and Satellites – 7:21
6. Complex – 5:50
7. King of Nothing – 5:08
8. Lost Along the Way – 5:19
9. Run – 3:59
10. Defence Condition – 10:44